# Dactylamblyops hodgsoni
Dactylamblyops hodgsoni är en kräftdjursart som beskrevs av Holt och W. M. Tattersall 1906. Dactylamblyops hodgsoni ingår i släktet Dactylamblyops och familjen Mysidae. Inga underarter finns listade i Catalogue of Life.